# لاگودرا
لاگودرا (به لاتین: Lagoudera) یک منطقهٔ مسکونی در قبرس است که در ناحیه نیکوزیا واقع شده‌است.

## خصوصیات
لاگودرا  ۸۴ نفر جمعیت دارد.